# Lista över Vimmerbys borgmästare
Detta är en lista över staden Vimmerbys borgmästare.

## Borgmästare i Vimmerby
Borgmästare i Vimmerby stad före 1971.
| Ämbetstid | Namn                  | Levnadstid | Övrigt                          |
| --------- | --------------------- | ---------- | ------------------------------- |
| 1616      | Tyris Andersson       |            | [ 1 ]                           |
| 1617      | Per Jonnsonnen        |            | [ 1 ]                           |
| 1626      | Håkan Andersson       |            | [ 1 ]                           |
| 1631      | Hans Nilsson          |            | [ 1 ]                           |
| 1632      | Håkan Andersson       |            | [ 1 ]                           |
| 1635      | Hans Nilsson          |            | [ 1 ]                           |
| 1637–1638 | Per Suensson          |            | [ 1 ]                           |
| 1640–1646 | Måns Arvidsson        |            | [ 1 ]                           |
| 1646–1655 | Håkan Andersson       |            | [ 1 ]                           |
| 1655–1669 | Knut Månsson          | 1624–1689  | Senare borgmästare i Västervik. |
| 1669–1674 | Hans Jöransson        | –1676      | [ 1 ]                           |
| 1674–1712 | Nils Jonsson Colin    | 1640–1717  | [ 1 ]                           |
| 1712–1719 | Niclas Budeén         | 1683–1725  | Senare borgmästare i Västervik. |
| 1720      | Bengt Moring          |            | [ 1 ]                           |
| 1720–1728 | Petrus Hjertstedt     | 1682–1760  | [ 2 ]                           |
| 1729–1741 | Eric Watzell          | [ 1 ]      |                                 |
| 1742–1757 | Axel Loo              | 1704–1787  | [ 1 ]                           |
| 1759      | Daniel Fruf           |            | [ 1 ]                           |
| 1761–1784 | Eric Norén            | 1732–1811  | [ 1 ]                           |
| 1783–1801 | Petter Johan Craemer  | 1727–1801  | [ 1 ]                           |
| 1801–1835 | Christian Svalander   | 1770–1835  |                                 |
|           | Johan Gustaf Bursie   | 1778–1853  |                                 |
| –1870     | Johan Fredrik Nyander | 1805–1885  |                                 |
| 1870–1907 | Otto Gustaf Wahlberg  | 1833–1907  |                                 |
| 1948–1956 | Lars Lindén           | 1898–1956  |                                 |